# Gehyra mutilata
Gehyra mutilata (Wiegmann, 1834) è un piccolo sauro della famiglia Gekkonidae.

## Distribuzione e habitat
La specie ha un ampio areale che si sviluppa in maniera frammentaria lungo le sponde dell'oceano Indiano e nel Pacifico sud-occidentale, comprendendo il Madagascar, le isole Mascarene (Mauritius, Riunione e Rodrigues), le Seychelles, Sri Lanka, le isole Andamane e Nicobare, il sud-est asiatico (Thailandia, Vietnam, Malaysia), la Cina meridionale (Yunnan, Hainan, Hong Kong), Taiwan, l'isola giapponese di Okinawa, le Filippine, Singapore, l'Indonesia (Sumatra, Giava, Borneo, Sulawesi, Timor, Halmahera, Komodo, Flores), la Nuova Guinea, le Samoa Occidentali, le isole Figi, le isole Tonga, le isole Cocos, le isole Caroline (Mortlocks e Chuuk), l'isola Christmas, Guam, le Isole Salomone, le isole Cook, Nauru e Vanuatu.